# Auksi (jezero)
Auksi je jezero u okrugu Viljandi, središnja Estonija. Površina jezera je 7,3 ha.